# استمالة النفوس
استمالة النفوس (باللاتينية: Pathos) تستميل العواطف والمثل العليا للجمهور ويثير المشاعر الموجودة فعلًا فيهم. استمالة النفوس هو مصطلح يستخدم غالبًا في البلاغة (حيث يعد أحد وسائل الإقناع الثلاثة، جنب الروح والشعارات)، وكذا في الأدب والسينما وفنون السرد الأُخَر.